# Hilipoda gravidipes
Hilipoda gravidipes är en fjärilsart som beskrevs av Karsch 1896. Hilipoda gravidipes ingår i släktet Hilipoda och familjen snigelspinnare. Inga underarter finns listade i Catalogue of Life.